# 小仙女·東施
小仙女·東施（英語：Nymphadora Tonks），是英國作家J·K·羅琳的奇幻小說系列《哈利·波特》系列中的人物，她於第五輯裡首次出現。

## 角色背景

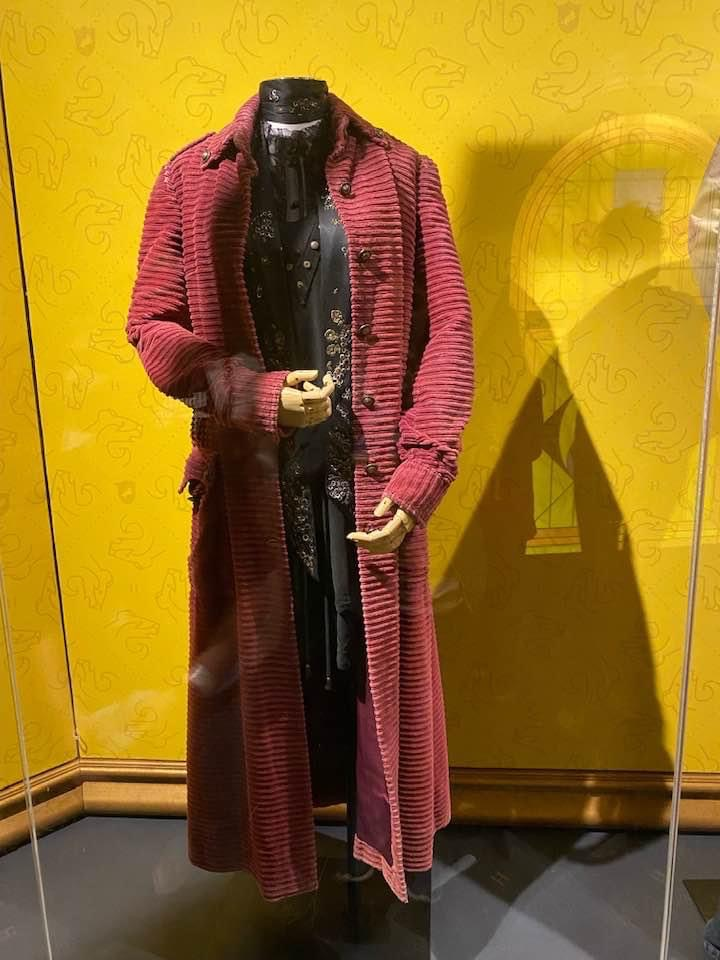
娜塔莉·提娜於飾演小仙女·東施的時候所穿的戲服。

小仙女·東施是麻瓜出身的泰德·東施與美黛·布萊克的獨生女，由於其母親跟麻瓜出身者結婚，因此遭崇尚純種至上的布萊克家族除名。她的母親是貝拉·雷斯壯和水仙·馬份的親姊妹，因此跩哥·馬份成為了東施的第一個表兄弟姊妹，然而她從不會稱呼後者為家人，只會指他為「馬份家的男孩」。
小時候的東施動作很粗魯，並經常打翻東西，她在入讀霍格華茲的時候被分類帽派往赫夫帕夫學院，並在哈利·波特入讀該校的一年之前畢業，隨後她在穆敵的指導下開始其三年的正氣師訓練，成為其學徒。她在《鳳凰會的密令》的首次出現的一年之前獲得了正氣師的資格。
東施是一名天生的變形師，她被描述為有「一張蒼白的心形臉和閃爍的深色眼睛」，她被描述為擁有隨意改變髮色和外型的能力，也擅長隱藏與喬裝。眾所周知，東施是是有名的笨拙和不擅長於家務咒語的女巫。她的名字「小仙女（Nymphadora）」有著「山林仙女的禮物」的意思，然而她既不喜歡也看不起自己的名字，所以希望別人以其姓氏來稱呼她。即使在她結婚後，她仍然喜歡被同輩的人這樣稱呼。
東施後來加入了鳳凰會作為其成員，後來跟同樣是鳳凰會成員的雷木思·路平相愛，然而路平因其狀況而情願不回報她的愛意，使她陷入了抑鬱的狀態，其魔法能力也因此被擾亂。後來她跟路平結婚並育有一子—泰迪·路平。
在第七輯小說及電影裡，小仙女·東施與雷木思·路平跟其他鳳凰會的成員一同參與霍格華茲大戰，二人最終於大戰裡被食死人戰敗，雙雙犧牲，遺下了他們的兒子泰迪·路平。

## 相關情節

### 鳳凰會的密令
東施與金利·俠鉤帽於魔法部裡擔任鳳凰會的間諜。她首先協助護送哈利從德思禮家到鳳凰會總部，後來又護送哈利到霍格華茲特快列車。東施後來在神秘事務部之戰裡跟食死人戰鬥，她被其姨媽貝拉·雷斯壯弄傷，因此不得不被送到聖蒙果醫院治療。

### 混血王子的背叛
在這輯裡，東施駐守於活米村並且被指派守衛著霍格華茲。哈利發現這時候的她一直很沮喪，鮮有微笑。此外，他看到其頭髮呈灰褐色，而不是平常明亮的泡泡糖粉紅色。
鄧不利多去世後，據透露，東施已經愛上了路平，而她的護法咒也因此變成了狼的形態。由於路平認為自己對她來說是「太老、太窮、太危險」，因此情願不回報她的愛意。正因為如此，這使她陷入了抑鬱的狀態，並擾亂了她的魔法能力，包括她隨意改變外表的能力。

### 死神的聖物
在這輯的早期，東施宣布她最近已跟雷木思·路平結婚。東施陪同12名鳳凰會成員把哈利從德思禮的家帶到洞穴屋。她跟榮恩一起飛行，當中榮恩以變身水冒充哈利以把食死人趕出真正哈利的踪跡。在該空戰中，東施再次跟貝拉·雷斯壯交戰，並擊傷了貝拉的丈夫—道夫·雷斯壯。在小說的後來，路平透露東施懷孕了。路平有一個短暫的時期離開了她，他相信透過他們的婚姻讓她成為了一個被拋棄的人，而他們未出生的孩子沒有了他會過得更好，但在路平在跟哈利激烈爭吵後改變了主意，並回到了東施的身邊。在第七部小說裡的四月，東施誕下了一名男孩，他的名字以東施的父親與丈夫的名字來命名，名為泰迪·雷木思·路平。
在小說及電影的結尾，東施與路平參與了霍格華茲大戰。東施與路平雙雙於戰鬥中犧牲，東施被貝拉·雷斯壯所殺，而路平則被安東寧·杜魯哈所殺，讓泰迪·路平成為孤兒，由他的外祖母美黛·東施撫養長大。
在《死神的聖物》上映後不久的一次訪談中，羅琳承認她原本打算讓東施與路平在該系列的結局中倖存下來，但她覺得在《鳳凰會的密令》中放過亞瑟·衛斯理之後，她必須把他們殺了。

## 電影
在哈利波特電影的版本中，西班牙演員娜塔莉·提娜於飾演著小仙女·東施一角。

## 評價
- 在《IGN》的「前25名哈利波特人物」中，小仙女·東施名列第25位[9]。
- 《帝國雜誌》選出的25名最偉大的《哈利波特》人物中，小仙女·東施名列第22位[10]。